# Synod w Diamper

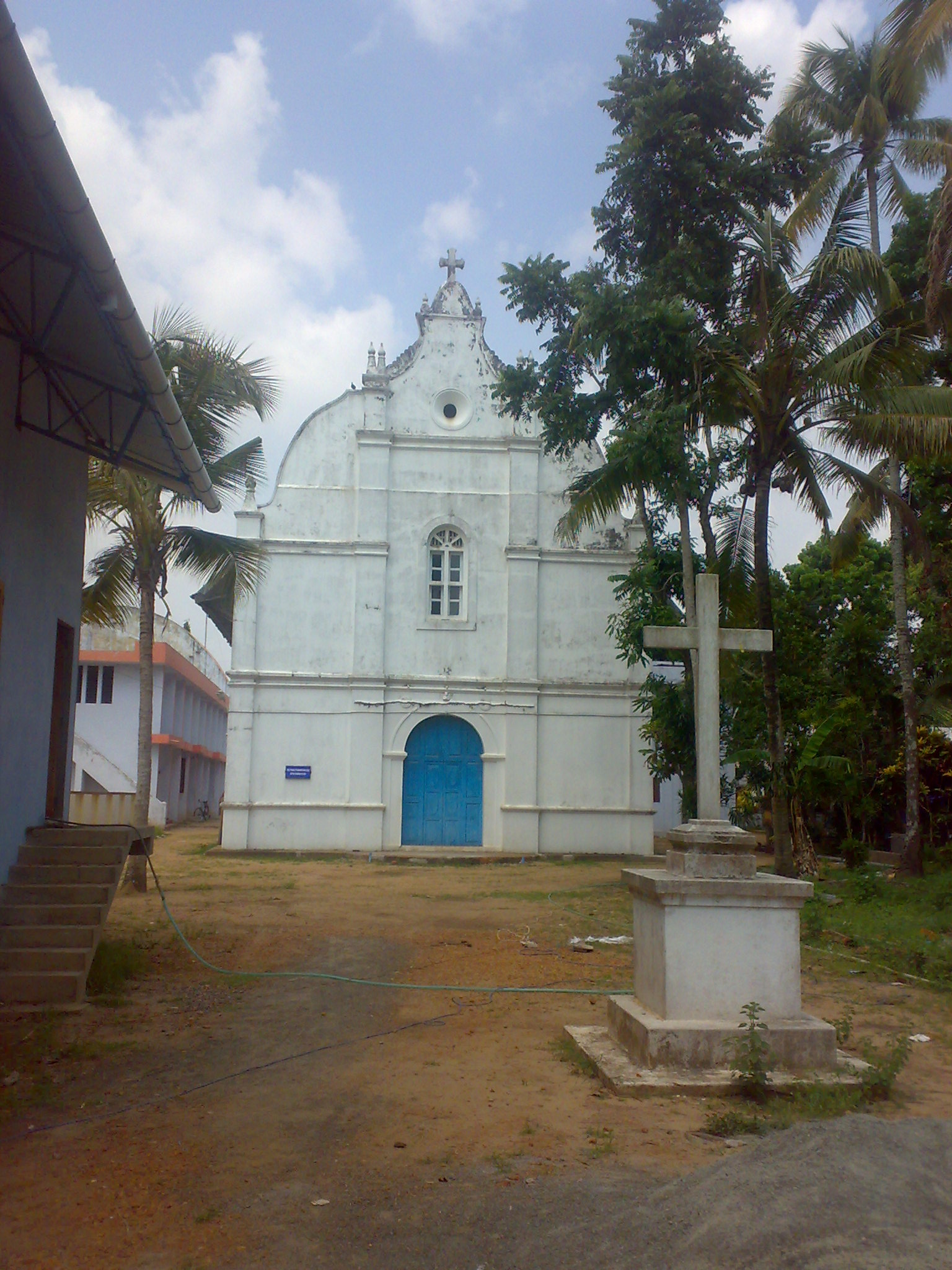
Kościół synodalny w Udayamperoorze.

Synod w Diamper – zwołany 20 czerwca 1599 r. w Udayamperoorze (w źródłach pozaindyjskich zwanym Diamper), był synodem (soborem) diecezjalnym, który ustanowił kościelne zasady i regulacje prawne dla starożytnych chrześcijan św. Tomasza z Wybrzeża Malabarskiego (współczesne Kerala) w Indiach. W jego wyniku doszło do formalnego połączenia ich z Rzymem, kosztem daleko idącej latynizacji. Ostatecznie doprowadziło to do stworzenia w Indiach wschodniego Kościoła katolickiego o nazwie Syromalabarski Kościół katolicki, który celebruje liturgię w zlatynizowanym rycie wschodnio-syryjskim. 
Synod odbył się pod przewodnictwem Aleixa de Menezesa, arcybiskupa Goa rytu łacińskiego. Archidiakon Jerzy od Krzyża został zmuszony do przychylenia się do woli arcybiskupa. W rezultacie chrześcijanie św. Tomasza oddzielili się od Kościoła Wschodu mającego swego patriarchę w Persji i zostali poddani bezpośredniej jurysdykcji łacińskiego arcybiskupa Goa. Arcybiskupstwo Angamaly zostało w 1600 roku zdegradowane do rangi biskupstwa i włączone do metropolii Goa. W ten sposób narzucono portugalski protektorat (Padroado) i biskupi dla chrześcijan św. Tomasza byli powoływani przez królów portugalskich.

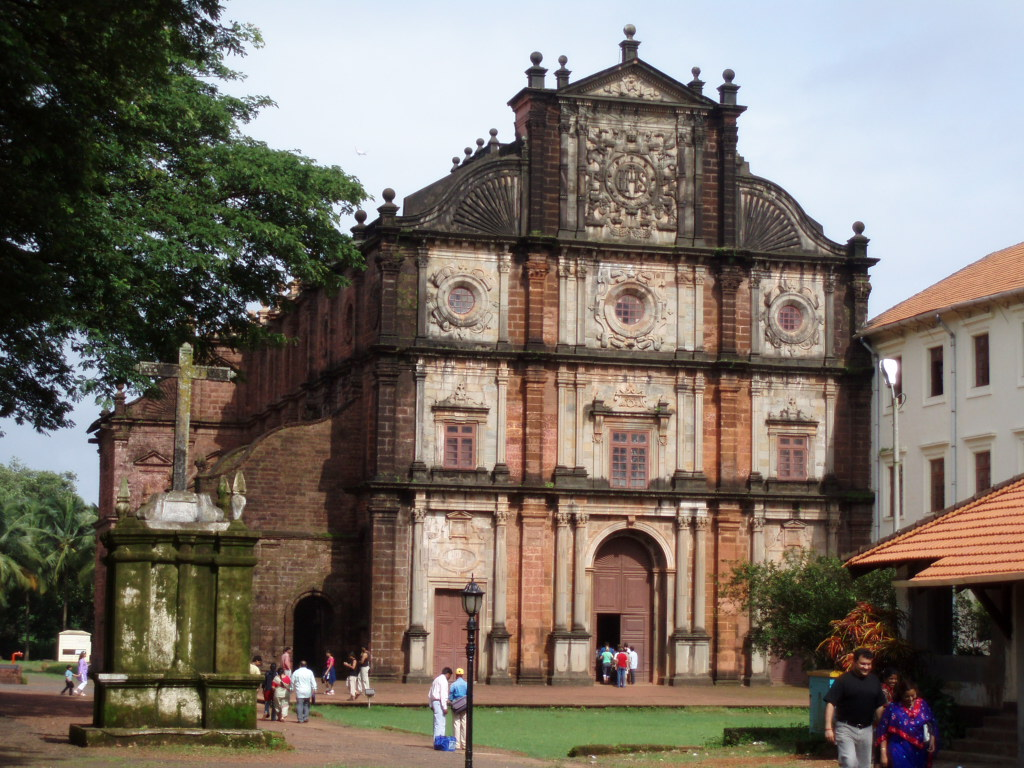
Bazylika Bom Jesus w Starym Goa (Ecce Homo) w Goa, ówczesnej stolicy Indii Portugalskich. Jeden z najstarszych kościołów katolickich w Indiach, wzniesiony w ramach misji jezuickiej. Konsekrowana w maju 1605 r. przez arcybiskupa Aleixo de Menezes. Została zbudowana przez jezuitów na wzór portugalskich kościołów jezuickich, takich jak kościół Ducha Świętego w Évora i kościół św. Rocha w Lizbonie. W kaplicy transeptu znajdują się relikwie Franciszka Ksawerego, bardzo bliskiego przyjaciela św. Ignacego Loyoli. Franciszek rozpoczął misje jezuickie w Goa w 1542 r. w charakterze wysłannika królewskiego i nuncjusza apostolskiego.

## Decyzje synodu
Synod wydał 200 dekretów podzielonych na dziewięć działań (sesji). Istnieją pewne różnice między dostępnymi dziś wydaniami dekretów Synodu. Sugerowano, że dekrety zostały po raz pierwszy sformułowane w języku portugalskim przez abpa Menezesa, a następnie przetłumaczone na język malajalam. Przypuszcza się, że uczestnicy podpisali dokument malajalamski, w którym brakowało 35 kanonów umieszczonych w tekście portugalskim.
Pod wpływem opinii jezuickich misjonarzy z Portugalii synod w Diamper uznał, że w Malabarze, z powodu zaniedbania „heretyckich prałatów” (pasterzy), sakrament bierzmowania nie był ani znany, ani udzielany. Ówczesny portugalski historyk Gouvea przekazywał w swych relacjach, że podczas wizytacji parafii prowadzonych przez arcybiskupa Menezesa w ramach przygotowań do Synodu w Diamper „bierzmował on wszystkich bez różnicy”. Portugalscy jezuici uznali bierzmowanie za całkowicie nieobecne w Kościele w Malabarze, gdyż nie znaleziono tej nazwy w żadnej księdze liturgicznej. Nie wiedzieli, że w pierwszych wiekach chrześcijaństwa także na Zachodzie bierzmowanie nie miało własnej nazwy. Udzielano go niejako w ramach obrzędu chrztu, który był jednym z dwóch rytów kończących inicjację chrześcijańską. W tym okresie, gdy mowa była o rytach inicjacji, wymieniano jedynie chrzest i Eucharystię. Chrzest rozumiano zgodnie z nauczaniem biblijnym, jako zawierający obydwa elementy: „chrzest z wody” i „chrzest z Ducha Świętego” (por. Dz 1,5–8) – całość stanowiła inicjację do Eucharystii.
Opinie jezuitów były zgodne z sakramentologią panującą w Kościele zachodnim po Soborze trydenckim (1545–1563), silnie naznaczonym działalnością kontrreformacyjną. Jezuici odrzucili też pozostałe z siedmiu sakramentów. Jak zauważył Paul Pallath, mimo iż w liturgiach Wschodu epikleza, wezwanie Ducha Świętego, istnieje w odniesieniu do każdego z sakramentów, nie zostały zaakceptowane przez misjonarzy, gdyż nie spełniały kryteriów scholastycznej teologii: 

Teologia semicka, biblijna, symboliczna, mistyczna i „duchowa” tradycji syryjskiej była nieznana misjonarzom zachodnim, którzy badali wszystkie sakramenty zgodnie z kategoriami arystotelesowskimi i scholastycznymi i stwierdzili, że wszystkie są nieważne, wadliwe lub nieistniejące.

Synod w Diamper zajął się także mszałem używanym przez Kościoły lokalne, zwanym Qurbana, i znalazł w nim ponad 40 „błędów i bluźnierstw”. Dotyczyły one takich dziedzin jak: chrystologia, mariologia, pneumatologia, teologia sakramentalna, eschatologia i teologia religii niechrześcijańskich. Ogólnie, błędy przypisano wpływom nestoriańskim. Według autorytatywnych badań współczesnych, odwołujących się do źródeł, Qurbana wyrażała autentyczną wiarę chrześcijańską i nie zawierała ani jednego prawdziwego błędu doktrynalnego.
Pierwotnym zamiarem zachodnich misjonarzy było zaprowadzenie wśród chrześcijan św. Tomasza  obrządku łacińskiego i doprowadzenie do sprawowania liturgii w języku łacińskim. Okazało się to niemożliwe z powodu wielkiego przywiązania wiernych do języka syryjskiego i liturgii syryjskiej. W rzeczywistości chrześcijanie św. Tomasza uważali syryjski, który jest dialektem języka aramejskiego, za język święty, ponieważ w tym języku mówił sam Jezus Chrystus i jego uczniowie.
Synod ogłosił też lokalny Indeks – listę ksiąg zakazanych ze względu na zawarte w nich poglądy nestoriańskie. Głównie chodziło o poglądy przeczące Bożemu macierzyństwu Maryi oraz unii osobowej w Chrystusie.